# Roland A. Caspary
Roland A. Caspary (* 5. August 1931 in Nohfelden/Landkreis St. Wendel; † 19. Mai 2013) war ein deutscher Filmpolitiker.
Der Diplom-Volkswirt (Studium in Mainz) leitete die Bundesanstalt des öffentlichen Rechts  Filmförderungsanstalt (FFA) mit Sitz in Berlin von 1968 bis 1995.
Er war maßgeblich an der Entwicklung des Filmförderungsgesetzes (FFG) und der Gründung der FFA beteiligt.

## Auszeichnungen
Für das deutsch-französische Fernsehabkommen wurde Roland A. Caspary vom damaligen französischen Minister für Kultur Jack Lang mit dem Ordre des Arts et des Lettres im Range eines Ritters ausgezeichnet.
Im August 1989 wurde Caspary für sein langjähriges Wirken im Interesse des Films vom deutschen Bundespräsidenten Richard von Weizsäcker das Bundesverdienstkreuz am Bande verliehen.
Am 13. Februar 1995 erhielt er von dem deutschen Bundespräsidenten Roman Herzog das Bundesverdienstkreuz 1. Klasse. Im Jahr 1995 wurde Roland A. Caspary mit der SPIO-Ehrenmedaille der Spitzenorganisation der Filmwirtschaft ausgezeichnet.